# Stenischia angustifrontalis
Stenischia angustifrontalis är en loppart som beskrevs av Xie Baoqi et Gong Zhengda 1983. Stenischia angustifrontalis ingår i släktet Stenischia och familjen mullvadsloppor. Inga underarter finns listade i Catalogue of Life.